# Gao
Gao város Kelet-Maliban, a Niger folyó jobb partján. 320 km-re délkeletre fekszik Timbuktutól a Tilemsi-völgyben. Gao a róla elnevezett régió fővárosa. Lakossága 2009-ben 86 663 fő volt. Miután tuareg lázadók 2012 tavaszán megszállták a területet és kikiáltották a de facto Azawad szakadár államot Gao lett az újdonsült állam fővárosa is.
Történelme során Gao fontos kereskedelmi központ volt, és nagy szerepet játszott a nyugat-szaharai kereskedelemben. Külső arab források szerint Gao már a 9. században fontos hatalmi szerepet töltött be a régióban, és a 10. század végén már muszlim uralkodója volt a városnak. A 13. század vége felé a város elvesztette függetlenségét, és a Mali Birodalom része lett. A 15. században azonban Szunni Ali szongai király uralma alatt (1464–1492) visszanyerte függetlenségét, és az újonnan megalakult Szongai Birodalom fővárosa lett. A birodalom összeomlása után Gao a marokkói invázió áldozata lett, és erős hanyatlásnak indult. Mikor Henrich Barth európai felfedező 1854-ben eljutott a városba, mindössze 300 nádkunyhót talált az egykori fényűző főváros helyén. Gao jelentéktelen falucska maradt egészen a 20. század elejéig, mikor a francia gyarmatosítók jelentős kikötőt és gyarmati bázist hoztak létre a településen. A város lakossága innentől kezdett intenzíven növekedni.
A városban főleg a szongai nyelvet beszélik, lakossága nagy részét is a szongaiok teszik ki. Rajtuk kívül több népcsoport képviselői is lakják a várost, mint a tuaregek és a nyugat-mali bambarák. Gao szongai hagyományaival és fesztiváljaival a szongaiok kulturális központjának is tekinthető.
A város fő látványossága I. Aszkia Mohammad, a nagytiszteletű szongai uralkodó sírja, amely az UNESCO Világörökségi Listáján is szerepel. A 17 méter magas piramisszerű síremlék magába foglal egy kisebb mecsetet is. A sír az iszlám építészet e stílusának, mely hamar elterjedt a régióban, az első képviselője. A sír mellett még híres látnivaló a város legnagyobb mecsete, a Gao-mecset, valamint a Száhel-övezetet bemutató múzeum. Gao környékén található a hatalmas La Dune Rose elnevezésű homokdűne is.

## Fordítás
- Ez a szócikk részben vagy egészben  a   Gao című angol Wikipédia-szócikk fordításán alapul.  Az eredeti cikk szerkesztőit annak laptörténete sorolja fel. Ez a jelzés csupán a megfogalmazás eredetét és a szerzői jogokat jelzi, nem szolgál a cikkben szereplő információk forrásmegjelöléseként.